# Jacek Stryczek
Jacek Stryczek (ur. 25 maja 1963 w Libiążu) – polski duchowny rzymskokatolicki, kanonik honorowy z przywilejem noszenia Rokiety i Mantoletu (RM) w latach 2001–2018 prezes zarządu Stowarzyszenia Wiosna, współpomysłodawca Szlachetnej Paczki oraz Ekstremalnej Drogi Krzyżowej.

## Życiorys
Studiował w Akademii Górniczo-Hutniczej w Krakowie, gdzie w 1988 ukończył wibroakustykę. W latach 1988–1993 studiował w Papieskiej Akademii Teologicznej. Święcenia kapłańskie przyjął 15 maja 1993. Od 1995 był duszpasterzem akademickim, m.in. przy Kolegiacie św. Anny oraz w Collegium Medicum UJ. W latach 1999–2007 był wikariuszem w parafii Miłosierdzia Bożego w Krakowie. Był rezydentem w parafii św. Józefa w Krakowie. Jako kanonik otrzymał przywilej Rochettum et Mantolettum.
Wraz w współpracownikami w 2001 powołał do istnienia Stowarzyszenie Wiosna, które realizuje takie projekty jak „Szlachetna Paczka” i „Akademia Przyszłości”. Od 2001 do 2018 był prezesem zarządu tego Stowarzyszenia. W 2007 stał się Duszpasterzem Ludzi Biznesu i Duszpasterzem Wolontariatu w Małopolsce.
Oprócz działalności charytatywnej i biznesowej, prowadził działalnością duszpasterską w ramach Wspólnoty Indywidualności Otwartych oraz Męskiej Strony Rzeczywistości.
W sierpniu 2022 otrzymał od abp. Marka Jędraszewskiego roczny urlop od obowiązków duszpasterskich w archidiecezji krakowskiej.

### Inicjatywy medialne
W mediach znany z oryginalnych pomysłów ewangelizacyjnych, np. postawienia konfesjonału przed Galerią Krakowską albo zgłoszenia swojej kandydatury na przewodniczącego Sojuszu Lewicy Demokratycznej.
W 2015 roku wystosował ironiczną Odezwę do polskich przedsiębiorców, którą wygłaszał podczas manifestacji przed Urzędem Skarbowym przy ul. Grodzkiej w Krakowie. Bronił w niej przedsiębiorców przed katomarksizmem, zachęcał do przedsiębiorczości, tłumacząc swoją akcję: nasza polityka i nasze życie społeczne [są] zarządzane przez krzyk.

### Kontrowersje
20 września 2018 w reportażu Janusza Schwertnera, dziennikarza portalu Onet.pl, został oskarżony przez 21 byłych i obecnych pracowników Stowarzyszenia Wiosna o stosowanie mobbingu. Rozmówcy opisali m.in. jak duchowny miał wypytywać podwładnych o życie prywatne i wykorzystywać potem te informacje, krzyczeć i grozić im, niestosownie komentować wygląd kobiet oraz nie chcieć zatrudniać osób jego zdaniem za grubych. Wskutek tych działań pracownicy mieli mieć problemy psychiczne. Wszystko miało dziać się w latach od 2011 do 2018.
Dodatkowo według Schwertnera duchowny miał – wraz z dyrektorem kreatywnym Stowarzyszenia – grozić kilku pracownikom portalu Onet, nakłaniając ich do odstąpienia od pisania tekstu. Duchowny stwierdził, że jest jedynie wymagający, a dziennikarzowi zarzucił nieprawidłowości przy autoryzacji wywiadu, którego zgodził się udzielić jeszcze przed opublikowaniem artykułu. Jednakże w ramach autoryzacji wywiadu ks. Stryczek miał „dużo odpowiedzi zmienić bardzo znacząco”, wskutek czego „wiele pytań dziennikarza straciło sens”.
W dniu publikacji reportażu krakowska kuria przyznała, że zarzuty są poważne i poprosiła ks. Stryczka o wyjaśnienia. Metropolita krakowski abp Marek Jędraszewski stwierdził następnego dnia, iż wyjaśnienie sytuacji jest „sprawą prokuratury”.
21 września 2018 w wywiadzie dla portalu WP, który przeprowadził Marcin Makowski, zaprzeczył oskarżeniom o mobbing. Równocześnie zarzucił dziennikarzowi portalu Onet stronniczość, ponieważ miał on przedstawić w swoim reportażu jedynie negatywne relacje, choć miał przeprowadzić wywiady z łącznie 40 osobami, wśród których były także pozytywne opinie dotyczące jego osoby. Mimo to, tego samego dnia złożył rezygnację z funkcji prezesa zarządu Stowarzyszenia Wiosna, która została rozpatrzona na Walnym Zgromadzeniu Stowarzyszenia 3 października 2018. Jego następczynią została Joanna Sadzik.
W styczniu 2022 o mobbing oskarżył go również były współpracownik z Wiosny.
W grudniu 2022 prokuratura umorzyła śledztwo w sprawie mobbingu w "Wiośnie", gdyż śledczy "nie dopatrzyli się znamion czynu zabronionego".
W czerwcu 2023 sąd uchylił decyzję prokuratury o umorzeniu postępowania i skierował sprawę do ponownego rozpatrzenia. Postępowanie zostało ponownie umorzone w maju 2025 roku. 

## Publikacje
Felietony
Ks. Jacek Stryczek publikuje jako felietonista, m.in. w „Dzienniku Polskim”.
Książki
- Jacek Stryczek: Pieniądze: w świetle Ewangelii. Nowa opowieść o biedzie i zarabianiu. Wydawnictwo Literackie, 2015. ISBN 978-83-08-05526-7. Brak numerów stron w książce
- Jacek Stryczek: Droga przebaczenia. Od zranienia do uzdrowienia. Wydawnictwo Zacznij żyć genialnie, 2020[24][25].

## Nagrody
- 2010 – Człowiek Roku w plebiscycie Gazety Krakowskiej
- 2012 – Nagroda Polskiej Rady Biznesu im. Jana Wejcherta za wybitne osiągnięcia w kategorii Działalność Społeczna
- 2012 – tytuł Społecznika Roku Tygodnika Newsweek
- 2015 – laureatem nagrody im. Władysława Stasiaka przyznanej przez NIK[26]
- 2015 – Gentleman Roku 2014[27]

## Odznaczenia
- Krzyż Kawalerski Orderu Odrodzenia Polski – 2025[28][29]
- Brązowy Medal Honorowy za Zasługi dla Województwa Małopolskiego – 2011[30]
- Medal „Milito Pro Christo” – 2014[31][32]